# نيكي ماكيبين
كاثرين نيكول ماكيبين (28 سبتمبر 1978 - 1 نوفمبر 2020)، هي مغنية روك وكاتبة أغاني أمريكية، احتلت المركز الثالث في أول موسم لتلفزيون الواقع سلسلة أمريكان آيدول. قبل البرنامج المذكور، ظهرت ماكيبين في الموسم الأول من بوب ستارز. في مايو 2007، أصدرت أول ألبوم لها بعنوان Unleashed.

## وفاتها
في 1 نوفمبر 2020، أزيلت أجهزة دعم الحياة عن ماكيبين، بعد إصابتها بتمدد الأوعية الدموية في الدماغ في 28 أكتوبر. وهي رابع متسابقة نهائية في أمريكان آيدول تموت بعد مايكل جونز في 2014، وريكي سميث في 2016 وليا لابيل في 2018.

## روابط خارجية
- نيكي ماكيبين على موقع IMDb (الإنجليزية)
- نيكي ماكيبين على موقع ميوزك برينز (الإنجليزية)
- نيكي ماكيبين على موقع أول ميوزيك (الإنجليزية)
- نيكي ماكيبين على موقع ديسكوغز (الإنجليزية)
- نيكي ماكيبين على موقع قاعدة بيانات الفيلم (الإنجليزية)